# Diocesi di Enshi
La diocesi di Enshi (in latino: Dioecesis Scenanensis) è una sede della Chiesa cattolica in Cina suffraganea dell'arcidiocesi di Hankou. Nel 1950 contava 7.844 battezzati su 2.000.000 di abitanti. La sede è vacante.

## Territorio
La diocesi comprende parte della provincia cinese di Hubei.
Sede vescovile è la città di Enshi.

## Storia
Il vicariato apostolico di Enshi (Shinan) fu eretto il 14 giugno 1938, ricavandone il territorio dal vicariato apostolico di Yichang (oggi diocesi).
L'11 aprile 1946 il vicariato apostolico è stato elevato a diocesi con la bolla Quotidie Nos di papa Pio XII.

## Cronotassi dei vescovi
Si omettono i periodi di sede vacante non superiori ai 2 anni o non storicamente accertati.
- Giovanni Battista Hou, O.F.M. † (13 febbraio 1940 - 10 novembre 1942 dimesso)

## Statistiche
La diocesi nel 1950 su una popolazione di 2.000.000 di persone contava 7.844 battezzati, corrispondenti allo 0,4% del totale.
| anno | popolazione | popolazione | popolazione | presbiteri | presbiteri | presbiteri | presbiteri                | diaconi | religiosi | religiosi | parrocchie |
| anno | battezzati  | totale      | %           | numero     | secolari   | regolari   | battezzati per presbitero | diaconi | uomini    | donne     | parrocchie |
| ---- | ----------- | ----------- | ----------- | ---------- | ---------- | ---------- | ------------------------- | ------- | --------- | --------- | ---------- |
| 1950 | 7.844       | 2.000.000   | 0,4         | 13         | 8          | 5          | 603                       |         | 3         | 22        | 81         |